# Ino Yamanaka
Ino Yamanaka er en karakter i anime- og mangaserien Naruto af Mashashi Kishimoto. Både i filmen og bøgerne er hun fremstillet som en pige, der ved, hvad hun vil have. Hun er medlem af Hold 10 med Shikamaru Nara, Choji Akimichi og anført af Asuma Sarutobi.

## Personlighed
Hun er en meget køn pige, der ved, hvad hun vil have, og ved, hvordan hendes stil er. Hun er en smule strid og alligevel venlig. Hun  udkæmper daglige stridigheder med sin rival Sakura Haruno, og især i Chunin eksamen, hvor de to piger skal kæmpe for alvor. Kampen ender med uafgjort, og man får i de afsnit også meget at vide om deres fortid, og om hvordan de var de bedste venner, og hvordan Ino tog sig af Sakura.
Hun og Sakura er begge som mange andre vilde med den store Sasuke, og det fører til mange kampe og stridigheder. Faktisk var det også grunden til, at de to slyngveninder blev rivaler. I den sidste episode af Naruto lærer Sakura Ino at hele.

## Evner
Hun har evner til at styre andres tanker og selv besætte folks sjæle!